# James Brown Plays the Real Thing
James Brown Plays the Real Thing é o vigésimo álbum de estúdio do músico americano James Brown. O álbum foi lançado em junho de 1967 pela Smash Records.

## Faixas
| N.º | Título                                             | Duração |  |
| 1.  | "Jimmy Mack"                                       | 5:26    |  |
| 2.  | "What Do You Like"                                 | 7:24    |  |
| 3.  | "PeeWee's Groove In "D"" (featuring Pee Wee Ellis) | 5:10    |  |
| 4.  | "Bernadette"                                       | 3:05    |  |
| 5.  | "Mercy, Mercy, Mercy"                              | 5:01    |  |
| 6.  | "I Never Loved a Man The Way I Love You"           | 4:35    |  |
| 7.  | "Funky Broadway"                                   | 5:43    |  |
| 8.  | ""D" Thing"                                        | 5:40    |  |